# Culicoides dzhafarovi
Culicoides dzhafarovi är en tvåvingeart som beskrevs av Remm 1967. Culicoides dzhafarovi ingår i släktet Culicoides och familjen svidknott. Inga underarter finns listade i Catalogue of Life.